# Tamarinde
De tamarinde (Tamarindus indica) is een tropische boom uit de vlinderbloemenfamilie (Leguminosae oftewel Fabaceae). Oorspronkelijk komt de tamarinde uit Oost-Afrika. Al in de prehistorie kwam de boom naar India, vanwaar hij als nuttige plant over bijna alle tropische gebieden werd verspreid. Als sier- en nuttige plant wordt de tamarinde in tropische gebieden gekweekt.
De boom is geschikt voor alle gronden, behalve zure grond. Als de boom eenmaal goed is aangeslagen, verdraagt hij lange tijd droogte en de hete zon. Hij groeit langzaam. Het is een tot 25 meter hoge, groenblijvende boom met een dichte, afgeronde kruin. De afwisselend geplaatste bladeren zijn samengesteld, geveerd en 5-15 cm lang. De 20-40 deelblaadjes zijn 2 cm lang en grijsgroen van kleur. De tamarinde heeft kleine, gele bloemen. Over de kelkbladen lopen kleine, oranje of roodachtige strepen. Naast een gele bloemkleur bestaat er ook een variëteit met witte bloemen. De bloemen staan met 10-15 stuks in bladokselstandige trossen. De vruchten zijn 7-20 cm lange, bruine peulvruchten. De ovale, harde zaden liggen ingebed in donkerbruin, zurig aromatisch smakend vruchtvlees. De planten dragen gewoonlijk na 4-6 jaar vruchten. De oogst kan jaarlijks 300 kg vruchten bedragen.

## Gebruik
Het harde hout werd in de meubelmakerij gebruikt. Tijdens de slavernij werden de takken als zweep gebruikt, zie ook Spaanse bok.

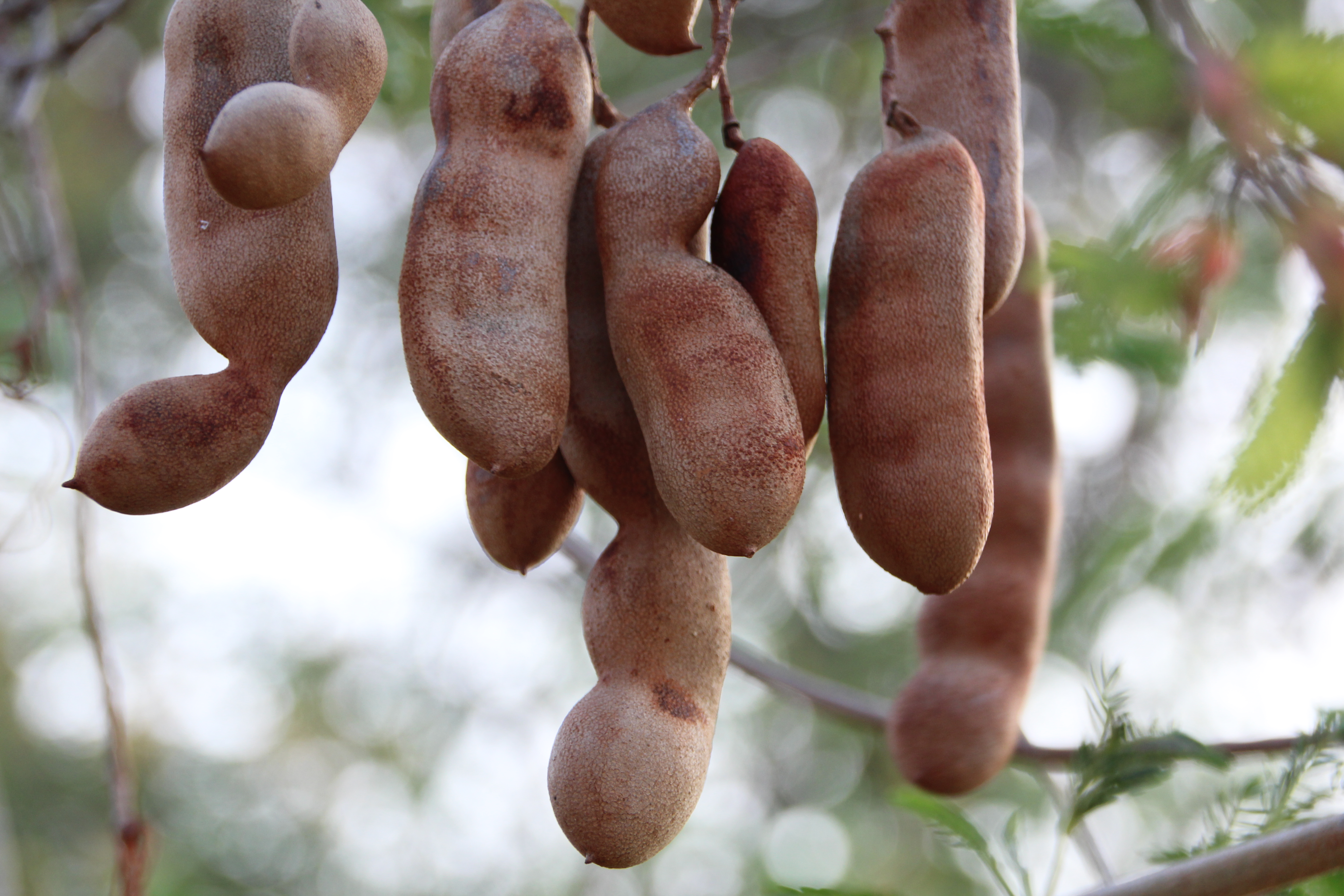
Tamarindes aan de boom

## Vrucht en huismedicijn
Uit de pulp van de vruchten wordt tamarindesiroop bereid. Uit de siroop wordt frisdrank gemaakt. De pulp is ook een bestanddeel van verschillende sauzen, waaronder worcestersaus, en is een belangrijk ingrediënt in de Aziatische en Antilliaanse keuken. 
Vruchten, schors en bladeren worden vaak medicinaal gebruikt. Bij verschillende volkeren heeft de tamarindeboom een mystieke betekenis of geldt de boom als heilig.
In Nederland kunnen de vruchten van de tamarinde worden gekocht in toko's en zelfs in sommige grote supermarkten.